# Die Frau Meisterin
Die Frau Meisterin ist eine Operette in drei Akten von Franz von Suppè. Das Libretto stammt von Karl Costa. Das Werk wurde am 20. Januar 1868 im Carltheater in Wien uraufgeführt. Somit ist dies Suppès erste abendfüllende Operette und nicht, wie zumeist publiziert, die erst acht Jahre später uraufgeführte Fatinitza (1876).

## Inhalt
Die Operette handelt von zwei sehr gegensätzlichen Frauen und ihrer ebenso gegensätzlichen Männer. Die sanfte Columba ist die Frau des streit- und trunksüchtigen Bindermeisters Veit, Leontine die Frau des leutseligen Baron Lemberg. Pierre, ein savoyardischer Zauberer erkennt die Sanftmut der Columba, die ihren Mann damit verteidigt, dass er trinke, weil er Durst habe; er schlage zwar zu, aber die Bewegung täte ihm gut und er spiele, weil er gewinnen wolle. Er beschließt, der Frau Meisterin zu helfen. Nachdem er auch Leontine, kennenlernt, die während eines Festes im Hof des Bindermeisters ihren Mann beschimpft, weil er sich mit dem Pöbel amüsiere, beschließt er, die Charaktere der beiden Frauen zu vertauschen und sie jeweils in das zu ihrem Äußeren gehörende Anwesen zu versetzten.
Bindermeister Veit wundert sich, dass er nach ausgeschlafenem Rausch seine Frau nicht wie gewohnt herumkommandieren kann; im Gegenteil, sie beschimpft ihn noch wüster als er es kann und jagt ihn zur Freude seiner Gesellen vom Hof.
Baron Lemberg ist erstaunt, wie sanft seine Frau geworden ist und sich sogar wieder um ihr lange vernachlässigtes Kind kümmern will. Nach einigen Turbulenzen und Zauberspäßchen und nachdem Baronin und Bindermeister ihre Fehler eingesehen haben, kommt es zum Happy End.
Das beinahe einzig reizvolle an der Geschichte ist die Tatsache, dass beide Frauenrollen von der gleichen Schauspielerin dargestellt werden.
Dies war seinerzeit eine Paraderolle für die berühmt-berüchtigte Volksschauspielerin Josefine Gallmeyer, die dafür von der Kritik besonders bejubelt wurde. Ansonsten ließ die Presse mehrheitlich kein gutes Haar am Libretto. „Der Operette wäre ohne alle Frage ein gewiss nachhaltigerer Erfolg geworden, wenn der dem englischen entlehnte Text nicht so sehr an das Ballettartige, Plump-Märchenhafte sich gelehnt hätte.“ „…der Stoff ist nach einer alten englischen Sage ziemlich sinnlos zu einer geschmacklosen Zauberkomödie verarbeitet.“ Eine Zeitung hat die Kritik ein wenig relativiert. „Indessen hatte die bescheidene Handlung des Stückes durch einen stellenweise recht witzigen Dialog Leben erhalten.“ Und es gab auch ein Blatt, die das Libretto sogar gut fand. „Das Libretto ist ungleich vernünftiger und amüsanter als in einem ganzen Dutzend anderer gangbarer Operetten.“

## Musik
Von der Musik gibt es nur die Ouvertüre als Einspielung auf verschiedenen Tonträgern (Siehe Einspielungen). Die zeitgenössische Presse ist da etwas uneinheitlich. „Im Ganzen ist jedoch die Komposition etwas zu ernst gehalten, wenn auch einzelnen Chören der Charakter einer wirksamen echt komischen Faktur nicht abgesprochen werden kann.“ Verwunderlich ist nachfolgende Anmerkung, zumal Tanzrhythmen schon bei Offenbach zum festen Bestandteil seiner Operetten gehörten. „… dass die Suppè‘sche Melodie sich vornehmlich dem Polkastil zuneigt […] man könnte sämtliche Nummern schlichtweg zu Tanzrhythmen verwenden.“ Diese Zeitung bleibt wie schon bei der Kritik zum Libretto eher konservativ. „Der musikalische Teil ist Herrn von Suppè diesmal besser gelungen als in seinen letzten Arbeiten; die leidige Manie des Componisten, stellenweise in den großen Opernstil zu verfallen, findet man diesmal mehr zurückgedämmt; verschwunden ist sie freilich nicht.“ Dem widerspricht H. D. Roser in seiner Biografie über Suppè. „Die Hinwendung zur großen dreiaktigen Form mit 18 musikalischen Nummern hat Suppè wieder mehr zur Oper zurückgeführt, die er mit einer neuartigen, dem Klang der zeitgenössischen Musik abgelauschten Harmonie zu verbinden weiß. Das gibt der Musik der Frau Meisterin ihre besondere Qualität...“
Hervorgehoben wurden von der Kritik nach der Uraufführung:
- die stimmungsvolle Ballade des Sayovarden
- das Duett „Nur nobel“
- das Lied „Der Wein geht ins Blut“
- das Lied des Schnellläufers
- das lustige Trink- und Traumlied
- das Zankduett das zu einem Ensemble erweitert wird
- das Couplet „Ich trau‘ mich nicht“ mit seiner sinnlichen Melodie
- Das Mutterlied als Teil des 2. Finales
- die Ballade im Bänkelsängerstil

Diese Titel erschließen sich, mit Ausnahme des Savoyardenliedes, das in der Ouvertüre gleich nach der Einleitung erklingt, nur durch den auch im Netz zu findenden Klavierauszug.
Letztlich galt die Frau Meisterin seinerzeit als Misserfolg, der Johann Strauß davon abgehalten haben soll, seine eigenen Operettenpläne vorerst weiter zu verfolgen.

## Einspielungen (Auswahl)
- Franz von Suppè Ouvertures Volume 1, Marco Polo, Slovac Philharmonica Orchestra, Alfred Walter
- Franz von Suppè Ouvertures, Royal Philharmonic Orchestra, Gustav Kuhn
- Suppè Ouvertures, EMI Classics, Academy of St Martin of the Fields, Neville Marriner
- Franz von Suppè Ouvertüren, BR-Klassik, Münchner Rundfunkorchester, Ivan Repûsic